# Brooklyn Academy of Music

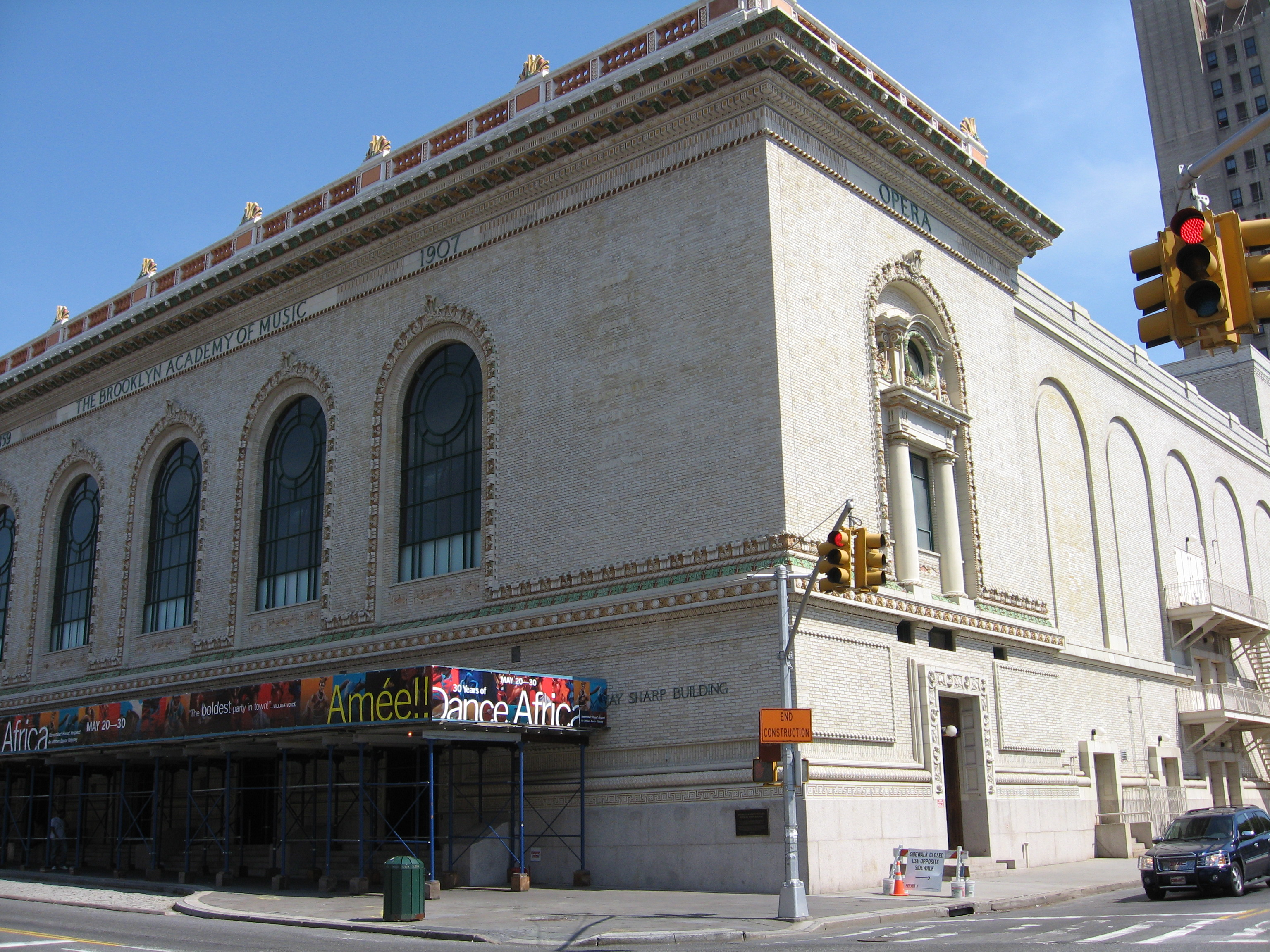
Exteriör, Brooklyn Academy of Music

Brooklyn Academy of Music (BAM) är ett konserthus i Brooklyn i den amerikanska staden New York. Det första BAM grundades 1861 vid Montague Street 176-194 i Brooklyn. I detta hus rymdes en stor teater med upp till 2 200 sittplatser och en mindre konsertsal. Efter att byggnaden hade eldhärjats 30 november 1903 flyttades verksamheten till ett nytt hus på Lafayette Avenue 30, som invigdes under hösten 1908 med en stor galakväll med Geraldine Farrar och Enrico Caruso som gästsångare.